# Ahn Hyo-seop
Dans ce nom coréen, le nom de famille, Ahn, précède le nom personnel.
Ahn Hyo-seop (hangeul : 안효섭 ; hanja : 安孝燮 ; RR : An Hyo-seop ; MR : An Hyosŏp) est un acteur et chanteur sud-coréen, né le 17 avril 1995 à Séoul, Il faisait partie du groupe One o One (ko) (원오원), créé par Starhaus Entertainment.

## Filmographie

### Cinéma
- 2025 : KPop Demon Hunters de Maggie Kang et Chris Appelhans : Jinu (voix originale)

### Séries télévisées
- 2015 : Splash Splash Love (퐁당퐁당 LOVE) : Park Yeon / Che A-jik
- 2016 : One More Happy Ending (한번 더 해피엔딩) : Ahn Jung-woo
- 2016 : Happy Home (가화만사성) : Choi Chul-soo
- 2016 : Entertainer (딴따라) : Ji-noo
- 2017 : Three Color Fantasy - Queen of the Ring (세가지 색 판타지 - 반지의 여왕) : Park Se-gun
- 2017 : My Father is Strange (아버지가 이상해) : Park Chul-soo
- 2018 : Still 17 (서른이지만 열일곱입니다) : Yoo Chan
- 2018 : Top Management (탑 매니지먼트) : Hyun Soo-yong
- 2019 : Abyss (어비스) : Cha Min
- 2020 : Dr. Romantic 2 (낭만닥터 김사부 2) : Seo Woo-jin
- 2021 : Lovers of the Red Sky (홍천기) : Ha Ram / Il Wol-seong
- 2022 : Business Proposal (사내 맞선) : Kang Tae-moo
- 2023 : A Time Called You (너의 시간 속으로) : Gu Yeon-jeon / Nam Si-heon

## Distinctions

### Récompenses
- Asia Artist Awards 2017 : Rookie Award pour My Father is Strange[4]
- SBS Drama Awards 2018 : meilleur nouvel acteur pour Still 17[5]

### Nominations
- MBC Drama Awards 2016 : meilleur nouvel acteur pour Happy Home
- SBS Drama Awards 2018 : meilleur personnage pour Still 17